# Ngũgĩ wa Thiong’o
Ngũgĩ wa Thiong’o, eredeti név: James Ngugi (Kamiriithu, 1938. január 5. – 2025- május 28.) kenyai író, költő, drámaíró, publicista.
Korábban angolul írt, ma már kikuju nyelven alkot, a kikuju törzs tagja. Művei között regények, színdarabok, elbeszélések, esszék, tanulmányok, kritikák és gyerekmesék is szerepelnek. Alapítója és szerkesztője a kikuju nyelvű Mutiiri folyóiratnak. 1977-ben, kenyai börtönbüntetése után száműzetésbe vonult, tanított a Yale Egyetemen, a New York-i Egyetemen és az irvine-i Kaliforniai Egyetemen.
Jelentőségét sokan a dél-afrikai Peter Abrahamséhez és a nyugat-afrikai Chinua Achebééhez mérik, párhuzamot vonva e három író és a három nagy formátumú afrikai politikus, Kwame Nkrumah, Jomo Kenyatta és Nelson Mandela között.

## Élete és művészete
A keresztségben a James Ngugi nevet kapta. Tanulmányait kálvinista missziós iskolákban kezdte meg, majd 1947-től Karingában független anyanyelvi iskolában folytatta. 1959-ben iratkozott be az ugandai Kampalában lévő Makerere Egyetemre. Dolgozott a Penpoint című diák- és a Zukai című irodalmi lapnál, rövidebb ideig Nairobiban a Daily National munkatársa volt. Egyetemi tanulmányait Angliában, Leedsben fejezte be. Hazájába való visszatérte után 1967-ben a Nairobi Egyetem tanára lett.
Első rövidebb írásai a Penpoint és a Zukai című lapokban jelentek meg. Első regénye, a Weep Not, Child (Búcsú az éjtől, 1964) elnyerte az Első Néger Művészeti Fesztivál (Dakar, 1966) nagydíját. Cselekménye az 1950-es évek végén játszódik, a kenyai nép függetlenségért való harca egy kikuju ifjú felnőtté érésének folyamatában rajzolódik ki, a történet alaphangját a háttérben meghúzódó mau-mau mozgalom adja meg. A művet több nyelvre, köztük magyarra is lefordították. A The River Between (A folyó két oldalán, 1965) című regényében a kikuju hiedelmek és az európai keresztény tanok összeütközését ábrázolta Waiyake és szerelme, Nyambura drámai mozzanatokkal átszőtt történetében. Ez a műve ma kötelező olvasmány a kenyai középiskolákban. 
Az A Grain of Wheat (Egy szem búza, 1967) című regényének alapja ismét a kenyai felszabadító mozgalom, itt négy ember sorsán át mutatta be a körülmények kényszerítő hatását, miként válhat árulóvá bárki, aki életveszélyben van: a mű Frantz Fanon hatásáról tanúskodik. Ennek publikálása után vetette el mint gyarmati örökséget az angol nyelvet, a kereszténységet és a James Ngugi nevet, felvette mai nevét, és kikuju, valamint szuahéli nyelven folytatta az írást. 1977-es, Ngaahika Ndeenda (Akkor házasodom, amikor akarok) című drámájának politikai üzenete miatt Daniel arap Moi akkori alelnök elrendelte letartóztatását. 
A börtönben, vécépapírtekercsekre írta első modern kikuju regényt, a Caitaani mũtharaba-Inĩ-t (Ördög a kereszten). Szabadulása után nem kapta vissza egyetemi állását, emigrálni kényszerült, s csak Arap Moi bukása után, 22 évvel később, 2004-ben tért vissza hazájába. A komoly visszhangra talált Petals of Blood című regény, amelyet 1970 és 1975 közt az Egyesült Államokban írt, már nem a mau-mau mozgalom, hanem a modern Kenya élményvilágából táplálkozik: Ilmorog város előkelő nyilvánosházában megölnek három előkelő vendéget, s a magas rangú állami tisztségviselők meggyilkolásával gyanúsított négy személy kihallgatási jegyzőkönyvéből a mai Kenya bonyolult társadalmi élete rajzolódik ki.
1981-ben jelentette meg börtönnaplóját, 1986-ban pedig Decolonising the Mind: The Politics of Language in African Literature (Az elme dekolonializálása: nyelvi politika az afrikai irodalomban) című esszéjét, amelyben azt követelte, hogy az afrikai írók anyanyelvükön alkossanak, szakítsanak a gyarmati múlt maradványával, és teremtsék meg az autentikus afrikai irodalmat. Egyik legjelentősebb műve, a Matigari (1987) a kikuju népmesevilágra alapozott szatíra.
1992-ben kinevezték az összehasonlító irodalomtörténet professzorává a New York-i Egyetemen. Jelenleg is előad angol és összehasonlító irodalomtörténetet az irvine-i Kaliforniai Egyetemen, ahol az International Center for Writing and Translation intézetnek a vezetője.
2004. augusztus 8-án tért vissza Kenyába. Két héttel később rablók törtek be a lakásába, a professzort összeverték, feleségét megerőszakolták. Ezt követően a házaspár visszaköltözött Amerikába, ahol Ngũgĩ wa Thiong’o 2006-ban, 20 év után ismét regényt jelentetett meg Wizard of the Crow (A varjú varázslója) címmel, melyet maga fordított kikujuról angolra.
Ngugi színpadi szerzőként is ismert. A The Black Hermit (A fekete remete, 1967) című drámáját az Ugandai Nemzeti Színház mutatta be a függetlenségi ünnepségek során. A darabban a kelet-afrikai társadalom központi kérdéseivel foglalkozik. Ugyanez jellemzi az 1970-ben egy kötetben kiadott három drámáját is: The Rebels (Lázadók); The Wound in the Heart (Seb a szívben); This Time Tomorrow (Holnap ilyenkor). Újabb, Micere Mugóval együtt alkotott drámája, a The Trial of Dedan Kimatki (Dedan Kimatki tárgyalása, 1977) ismét a mau-mau mozgalmat választotta témául. Ngũgĩ wa Thiong’o jelentős esszéista is, számos irodalmi lapban jelent meg kritikai írása. Tanulmánykötetében, a Homecoming-ban (Hazatérés, 1972) az afrikai és karibi irodalomról, kultúráról szóló cikkeit gyűjtötte össze. Antológiákban, lapokban publikált rövidebb elbeszélései a Secret Lives (Titkos életek) című gyűjteményes kötetben jelentek meg.

## Művei
- The Black Hermit, 1963 (színdarab)
- Weep Not, Child, 1964, Heinemann 1987, McMillan 2005, ISBN 1-4050-7331-4
- The River Between, Heinemann 1965, Heinemann 1989, ISBN 0-435-90548-1
- A Grain of Wheat, 1967 (1992) ISBN 0-14-118699-2
- This Time Tomorrow, 1970
- Homecoming: Essays on African and Caribbean Literature, Culture, and Politics, Heinemann 1972, ISBN 0-435-18580-2
- A Meeting in the Dark (1974)
- Secret Lives, and Other Stories, 1976, Heinemann 1992, ISBN 0-435-90975-4
- The Trial of Dedan Kimathi (színdarab), 1976, ISBN 0-435-90191-5, African Publishing Group, ISBN 0-949932-45-0 (Micere Mugóval és Njakával közösen)
- Ngaahika ndeenda: Ithaako ria ngerekano (I Will Marry When I Want), 1977 (színdarab Ngugi wa Miriivel közösen), Heinemann Educational Books (1980)
- Petals of Blood, (1977) Penguin 2002, ISBN 0-14-118702-6
- Caitaani mutharaba-Ini (Devil on the Cross), 1980
- Writers in Politics: Essays, 1981 ISBN 978-0-85255-541-5 (UK), ISBN 978-0-435-08985-6 (US)
- Education for a National Culture, 1981
- Detained: A Writer's Prison Diary, 1981
- Devil on the Cross, Heinemann, 1982, ISBN 0-435-90200-8
- Barrel of a Pen: Resistance to Repression in Neo-Colonial Kenya, 1983
- Decolonising the Mind: The Politics of Language in African Literature, 1986, ISBN 978-0-85255-501-9 (UK), ISBN 978-0-435-08016-7 (US)
- Mother, Sing For Me, 1986
- Writing against Neo-Colonialism, 1986
- Njamba Nene and the Flying Bus (Njamba Nene na Mbaathi i Mathagu), 1986 (gyerekkönyv)
- Matigari ma Njiruungi, 1986
- Njamba Nene and the Cruel Chief (Njamba Nene na Chibu King'ang'i), 1988 (gyerekkönyv)
- Matigari, Heinemann 1989, Africa World Press 1994, ISBN 0-435-90546-5
- Njamba Nene's Pistol (Bathitoora ya Njamba Nene), (gyerekkönyv), 1990, Africa World Press, ISBN 0-86543-081-0
- Moving the Centre: The Struggle for Cultural Freedom, Heinemann, 1993, ISBN 978-0-435-08079-2 (US) ISBN 978-0-85255-530-9 (UK)
- Penpoints, Gunpoints and Dreams: The Performance of Literature and Power in Post-Colonial Africa, (The Clarendon Lectures in English Literature 1996), Oxford University Press, 1998. ISBN 0-19-818390-9
- Mũrogi wa Kagogo (Wizard of the Crow), 2004, East African Educational Publishers, ISBN 9966-25-162-6
- Wizard of the Crow, 2006, Secker, ISBN 1-84655-034-3
- Something Torn and New: An African Renaissance, Basic Civitas Books, 2009, ISBN 978-0-465-00946-6
- Dreams in a Time of War: a Childhood Memoir, Harvill Secker, 2010, ISBN 978-1-84655-377-6
- In the House of the Interpreter: A Memoir, Pantheon, 2012, ISBN 978-0-30790-769-1
- Minutes of Glory and Other Stories (2019)
- The Perfect Nine: The Epic of Gĩkũyũ and Mũmbi (2020)

## Magyarul megjelent művei
- Búcsú az éjtől. Regény (Weep Not, Child); ford. Keszthelyi Tibor, utószó Karig Sára; Európa, Bp., 1971
- Egy szem búza. Regény; ford. Walkóné Békés Ágnes, versford. Tandori Dezső, utószó Káldos Mária, jegyz. Edward Kigen; Európa, Bp., 1979 (Modern könyvtár)
- Egy ember a wabenzi törzsből, in: Égtájak 1978–79, szerk. Gy. Horváth László, Európa, 1979
- Közöttünk a folyó (The River Between); ford. Nagy Andrea; Tarandus, Győr, 2016